# Euclimacia nodosa
Euclimacia nodosa är en insektsart som först beskrevs av John Obadiah Westwood 1847.  Euclimacia nodosa ingår i släktet Euclimacia och familjen fångsländor. Inga underarter finns listade i Catalogue of Life.